# Электромагнитный спектр
Электромагни́тный спектр — распределение энергии электромагнитного излучения источника по частоте, длине волны или иному аналогичному параметру. В общем случае охватывает совокупность всех частотных диапазонов, но в зависимости от задачи может ограничиваться, например, только видимой областью. Показывает, в какой мере в исследуемом сигнале представлены ультрафиолетовое излучение, синий, зеленый и другие цвета, инфракрасная составляющая.
Является одной из разновидностей физических спектров. Характеризуется спектральной плотностью. Возможные размерности: (Дж/м3)/Гц, (Дж/м3)/м и другие, нередко приводится в относительных безразмерных единицах. Экспериментально регистрируется путём детектирования интенсивности излучения в выделяемых из сигнала (скажем, при помощи монохроматора) узких эквидистантных спектральных интервалах.

## Длина волны — частота — энергия фотона
Характеристика электромагнитного спектра — спектральная плотность энергии излучения — представляет собой энергию, приходящуюся на малый интервал по некоторой переменной и отнесённую к ширине этого интервала. В качестве переменной, определяющей положение точек спектра, могут выступать
- длина волны;
- частота колебаний (см. также статью Шкала частот);
- энергия фотона (кванта электромагнитного поля);
- [реже] волновое число и др.

Энергия фотона, согласно квантовой механике, пропорциональна частоте: {\displaystyle E=h\nu }, где h — постоянная Планка, Е — энергия, {\displaystyle \nu } — частота; в данном контексте значения энергии обычно выражаются в электронвольтах. Длина электромагнитной волны в вакууме обратно пропорциональна частоте: {\displaystyle \,\lambda \,=\,c\,/\,\nu }, где {\displaystyle \,c\,} — скорость света. Говоря о длине электромагнитных волн в среде, обычно подразумевают эквивалентную величину длины волны в вакууме, которая отличается на коэффициент преломления, так как частота волны при переходе из одной среды в другую сохраняется, а длина волны — изменяется.
Размерность спектра определяется выбором переменной: например, если это частота, то будет (Дж/м3)/Гц, а если длина волны то (Дж/м3)/м. Иногда вместо объёмной плотности энергии рассматривается поверхностная плотность мощности электромагнитного излучения — тогда размерности, соответственно, (Вт/м2)/Гц или (Вт/м2)/м.
Шкала частот (длин волн, энергий фотонов) является непрерывной, но традиционно разбивается (см. ниже) на ряд диапазонов. Соседние диапазоны могут немного перекрываться.

## Основные электромагнитные диапазоны

### γ-излучение
Гамма-лучи имеют энергию выше 124 000 эВ и длину волны меньше 0,01 нм = 0,1 Å.
Источники: космос, ядерные реакции, радиоактивный распад, синхротронное излучение.
Прозрачность вещества для гамма-лучей, в отличие от видимого света, зависит не от химической формы и агрегатного состояния вещества, а в основном от заряда ядер, входящих в состав вещества, и от энергии гамма-квантов. Поэтому поглощающую способность слоя вещества для гамма-квантов в первом приближении можно охарактеризовать его поверхностной плотностью (в г/см²). Длительное время считалось, что создание зеркал и линз для γ-лучей невозможно, однако, согласно последним исследованиям в данной области, преломление γ-лучей возможно. Это открытие, возможно, означает создание нового раздела оптики — γ-оптики.
Резкой нижней границы для гамма-излучения не существует, однако обычно считается, что гамма-кванты излучаются ядром, а рентгеновские кванты — электронной оболочкой атома (это лишь терминологическое различие, не затрагивающее физических свойств излучения).

### Рентгеновское излучение
- от 0,1 нм = 1 Å (12 400 эВ) до 0,01 нм = 0,1 Å (124 000 эВ) — жёсткое рентгеновское излучение. Источники: некоторые ядерные реакции, электронно-лучевые трубки.
- от 10 нм (124 эВ) до 0,1 нм = 1 Å (12 400 эВ) — мягкое рентгеновское излучение. Источники: электронно-лучевые трубки, тепловое излучение плазмы.

Рентгеновские кванты излучаются в основном при переходах электронов в электронной оболочке тяжёлых атомов на низколежащие орбиты. Вакансии на низколежащих орбитах создаются обычно электронным ударом. Рентгеновское излучение, созданное таким образом, имеет линейчатый спектр с частотами, характерными для данного атома (см. характеристическое излучение); это позволяет, в частности, исследовать состав веществ (рентгено-флюоресцентный анализ). Тепловое, тормозное и синхротронное рентгеновское излучение имеет непрерывный спектр.
В рентгеновских лучах наблюдается дифракция на кристаллических решётках, поскольку длины электромагнитных волн на этих частотах близки к периодам кристаллических решёток. На этом основан метод рентгено-дифракционного анализа.

### Ультрафиолетовое излучение
Диапазон: От 400 нм (3,10 эВ) до 10 нм (124 эВ)
| Наименование                                          | Аббревиатура | Длина волны в нанометрах | Количество энергии на фотон |
| ----------------------------------------------------- | ------------ | ------------------------ | --------------------------- |
| Ближний                                               | NUV          | 400 — 300                | 3,10 — 4,13 эВ              |
| Средний                                               | MUV          | 300 — 200                | 4,13 — 6,20 эВ              |
| Дальний                                               | FUV          | 200 — 122                | 6,20 — 10,2 эВ              |
| Экстремальный                                         | EUV, XUV     | 121 — 10                 | 10,2 — 124 эВ               |
| Вакуумный                                             | VUV          | 200 — 10                 | 6,20 — 124 эВ               |
| Ультрафиолет А, длинноволновой диапазон, Чёрный свет  | UVA          | 400 — 315                | 3,10 — 3,94 эВ              |
| Ультрафиолет B (средний диапазон)                     | UVB          | 315 — 280                | 3,94 — 4,43 эВ              |
| Ультрафиолет С, коротковолновой, гермицидный диапазон | UVC          | 280 — 100                | 4,43 — 12,4 эВ              |

### Оптическое излучение
Излучение оптического диапазона свободно проходит сквозь атмосферу, может быть легко отражено и преломлено в оптических системах.
Источники: тепловое излучение (в том числе Солнца), флюоресценция, химические реакции, светодиоды.
Цвета видимого излучения, соответствующие монохроматическому излучению, называются спектральными. Спектр и спектральные цвета можно увидеть при прохождении узкого светового луча через призму или какую-либо другую преломляющую среду. Традиционно, видимый спектр делится, в свою очередь, на диапазоны цветов:
| Цвет       | Диапазон длин волн, нм | Диапазон частот, ТГц | Диапазон энергии фотонов, эВ |
| ---------- | ---------------------- | -------------------- | ---------------------------- |
| Фиолетовый | 380—440                | 790—680              | 2,82—3,26                    |
| Синий      | 440—485                | 680—620              | 2,56—2,82                    |
| Голубой    | 485—500                | 620—600              | 2,48—2,56                    |
| Зелёный    | 500—565                | 600—530              | 2,19—2,48                    |
| Жёлтый     | 565—590                | 530—510              | 2,10—2,19                    |
| Оранжевый  | 590—625                | 510—480              | 1,98—2,10                    |
| Красный    | 625—740                | 480—405              | 1,68—1,98                    |

Ближнее инфракрасное излучение занимает диапазон от 207 ТГц (0,857 эВ) до 405 ТГц (1,68 эВ). Верхняя граница определяется способностью человеческого глаза к восприятию красного цвета, различной у разных людей. Как правило, прозрачность в ближнем инфракрасном излучении соответствует прозрачности в видимом свете.

### Инфракрасное излучение
Инфракрасное излучение расположено между видимым светом и терагерцовым излучением. Диапазон: от 2000 мкм (150 ГГц) до 740 нм (405 ТГц).

### Электромагнитное терагерцовое излучение
Терагерцовое (субмиллиметровое) излучение расположено между инфракрасным излучением и микроволнами, в диапазоне от 1 мм (300 ГГц) до 0,1 мм (3 ТГц).
ТГц излучение — не ионизирующее, легко проходит сквозь большинство диэлектриков, но сильно поглощается проводящими материалами и некоторыми диэлектриками. Например, дерево, пластик, керамика для него прозрачны, а металл и вода — нет.

### Электромагнитные микро- и радиоволны
Для электромагнитных волн с частотой ниже 300 ГГц существуют достаточно монохроматичные источники, излучение которых пригодно для амплитудной и частотной модуляции. Поэтому распределение частот в этой области всегда имеет в виду задачи передачи сигналов.
- от 30 ГГц до 300 ГГц — микроволны.
- от 3 ГГц до 30 ГГц — сантиметровые волны (СВЧ).
- от 300 МГц до 3 ГГц — дециметровые волны.
- от 30 МГц до 300 МГц — метровые волны.
- от 3 МГц до 30 МГц — короткие волны.
- от 300 кГц до 3 МГц — средние волны.
- от 30 кГц до 300 кГц — длинные волны.
- от 3 кГц до 30 кГц — сверхдлинные (мириаметровые) волны.